# Qualificazioni al Campionato europeo maschile di pallacanestro 2009
Le qualificazioni per il Campionato europeo di pallacanestro 2009 mettono in palio 8 posti per gli Europei 2009 in Polonia.
Il 16 febbraio 2008 si è tenuto a Venezia il sorteggio per i gironi di qualificazione: accedono alla fase finale le prime 2 di ogni girone (solo la prima nel girone D) che avranno ottenuto la miglior percentuale di vittorie.
La terza e la quarta classificata del gruppo A, la terza del gruppo B e C e la seconda e terza del gruppo D disputeranno l'Additional Qualifying Round, dal quale solo la vincente si qualificherà alla fase finale.
Le ultime di ogni girone giocheranno invece il Relegation Round, che vedrà le due peggiori squadre retrocedere nella Division B.

## Squadre qualificate
Nazione ospitante:
- Polonia

Tramite la partecipazione alle olimpiadi:
- Lituania
- Russia
- Spagna

Tramite la partecipazione alle qualificazioni del torneo olimpico:
- Croazia
- Germania
- Grecia
- Slovenia

Tramite il torneo di qualificazione:
- Bulgaria
- Gran Bretagna
- Israele
- Lettonia
- Macedonia del Nord
- Serbia
- Turchia

Tramite l'Additional Qualifying Round:
- Francia

## Qualificazioni
| Gruppo A                                  | Gruppo B                                       | Gruppo C                       | Gruppo D                                             |
| ----------------------------------------- | ---------------------------------------------- | ------------------------------ | ---------------------------------------------------- |
| Italia Serbia Bulgaria Ungheria Finlandia | Macedonia del Nord Estonia Lettonia Portogallo | Ucraina Turchia Francia Belgio | Israele Rep. Ceca Bosnia ed Erzegovina Gran Bretagna |

### Gruppo A
|  | Qualificata alla fase finale |
|  | All'Additional Round         |
|  | Alla Relegation Round        |

| Team      | Pt | V - P | PF - PS   | +/-  |
| --------- | -- | ----- | --------- | ---- |
| Serbia    | 15 | 7 - 1 | 663 - 524 | +139 |
| Bulgaria  | 12 | 4 - 4 | 670 - 639 | +31  |
| Italia    | 12 | 4 - 4 | 574 - 590 | -16  |
| Finlandia | 11 | 3 - 5 | 613 - 655 | -42  |
| Ungheria  | 10 | 2 - 6 | 552 - 664 | -112 |

- Tutti gli orari delle partite si riferiscono all'ora locale.

| Arbitri: | Christos Mastraftsis Daniel Hierrezuelo Joseph Bissang |

|             |          |               |
| Mordente 18 | Punti    | 16 Vujanić    |
| Mordente 3  | Assist   | 4 Teodosić    |
| Datome 6    | Rimbalzi | 11 Veličković |

| Arbitri: | Marjan Stojovski Recep Ankaralı Marius Ciulin |

|              |          |            |
| Jaaber 23    | Punti    | 15 Sitku   |
| Videnov 5    | Assist   | 4 B. Simon |
| D. Ivanov 12 | Rimbalzi | 6 Németh   |

| Arbitri: | Lahdo Sharro Tomas Jasevičius Oļegs Latiševs |

|                     |          |                    |
| Möttölä 21          | Punti    | 24 D. Ivanov       |
| Koponen 4           | Assist   | 5 Videnov          |
| Möttölä, Muurinen 5 | Rimbalzi | 7 Georgiev, Jaaber |

| Arbitri: | Ivan Zachara Igor Poljanšek Robert Lottermoser |

|                    |          |            |
| Báder 15           | Punti    | 21 Amoroso |
| Németh, B. Simon 3 | Assist   | 5 Poeta    |
| Báder 11           | Rimbalzi | 8 Amoroso  |

| Arbitri: | Engin Kennerman Ademir Zurapović Aleksandar Milojevik |

|            |          |               |
| Erceg 15   | Punti    | 16 Báder      |
| Teodosić 5 | Assist   | 2 3 giocatori |
| Marković 5 | Rimbalzi | 12 Báder      |

| Arbitri: | Marko Vučkovič Miguel Ángel Pérez Niz Sergio Silva |

|                       |          |            |
| Poeta 20              | Punti    | 20 Möttölä |
| 3 giocatori           | Assist   | 1 Koponen  |
| Mancinelli, Bulleri 6 | Rimbalzi | 9 Kotti    |

| Arbitri: | Lazaros Voreadis Mehmet Keseratar Serhij Zaščuk |

|               |          |            |
| Videnov 21    | Punti    | 18 Bulleri |
| 3 giocatori 3 | Assist   | 4 Vitali   |
| Stojkov 8     | Rimbalzi | 9 Datome   |

| Arbitri: | Aare Halliko Arnis Ozols Oscar Lefwerth |

|            |          |           |
| Koponen 18 | Punti    | 29 Krstić |
| Koponen 4  | Assist   | 5 Vujanić |
| Matinen 4  | Rimbalzi | 7 Erceg   |

| Arbitri: | Siniša Herceg Robert Vyklicky Damir Javor |

|                 |          |            |
| Sitku 20        | Punti    | 17 Koponen |
| B. Simon 4      | Assist   | 5 Virtanen |
| Sitku, Németh 6 | Rimbalzi | 9 Möttölä  |

| Arbitri: | Shmuel Bachar Bojan Jovanić Rüştü Nuran |

|               |          |            |
| Veličković 20 | Punti    | 12 Jaaber  |
| Teodosić 7    | Assist   | 3 Georgiev |
| Krstić 6      | Rimbalzi | 8 Georgiev |

| Arbitri: | Ivo Dolinek Milan Brziak Sreten Radović |

|                 |          |            |
| Németh 19       | Punti    | 21 Angelov |
| Sitku, Németh 4 | Assist   | 4 Videnov  |
| Báder 7         | Rimbalzi | 7 Videnov  |

| Arbitri: | Srđan Dožai Juan Arteaga Seffi Shemmesh |

|              |          |              |
| Vujanić 13   | Punti    | 14 Poeta     |
| Veličković 3 | Assist   | 2 Cinciarini |
| Krstić 9     | Rimbalzi | 8 Amoroso    |

| Arbitri: | Volodymyr Drabikovsky Zoran Zlatevski Georgios Tanatzis |

|                     |          |               |
| Jaaber 29           | Punti    | 26 Huff       |
| Jaaber 6            | Assist   | 6 Koponen     |
| D. Ivanov, Jaaber 8 | Rimbalzi | 7 3 giocatori |

| Arbitri: | Andrej Lovšin Vicente Bultó Dragan Kralj |

|                  |          |           |
| Poeta 15         | Punti    | 19 Németh |
| Soragna, Poeta 2 | Assist   | 2 Fodor   |
| Amoroso 10       | Rimbalzi | 6 Sitku   |

| Arbitri: | Stelian Banica Murat Biricik Ioannis Foufis |

|           |          |              |
| Németh 11 | Punti    | 20 Tripković |
| Fodor 5   | Assist   | 8 Tepić      |
| Báder 7   | Rimbalzi | 9 Perović    |

| Arbitri: | Sigmundur Herbertsson Oskars Lucis Juan Carlos García González |

|                    |          |             |
| Muurinen 24        | Punti    | 18 Soragna  |
| Koponen 2          | Assist   | 2 Giachetti |
| Kotti, Muurinen 11 | Rimbalzi | 7 Cittadini |

| Arbitri: | Vaclav Lukes Zoran Šutulović Daniel Hierrezuelo |

|              |          |             |
| Poeta 21     | Punti    | 19 Stojkov  |
| Poeta 3      | Assist   | 6 D. Ivanov |
| Cittadini 12 | Rimbalzi | 6 K. Ivanov |

| Arbitri: | Chrisostomos Schinas Matej Boltauzer Mircea Constantin Serban |

|            |          |               |
| Erceg 21   | Punti    | 12 Matinen    |
| Teodosić 6 | Assist   | 3 Koponen     |
| Erceg 7    | Rimbalzi | 3 3 giocatori |

| Arbitri: | Lars Klaar Marek Ćmikiewicz Borys Shulga |

|                 |          |          |
| Muurinen 22     | Punti    | 22 Kámán |
| sei giocatori 1 | Assist   | 3 Sitku  |
| Kotti 12        | Rimbalzi | 10 Báder |

| Arbitri: | Grzegorz Ziemblicki Konstantinos Mouzakis Doru Vinasi |

|                   |          |            |
| Jaaber 27         | Punti    | 17 Krstić  |
| Stojkov, Jaaber 4 | Assist   | 4 Teodosić |
| D. Ivanov 8       | Rimbalzi | 9 Krstić   |

### Gruppo B
|  | Qualificata alla fase finale |
|  | All'Additional Round         |
|  | Alla Relegation Round        |

| Team               | Pt | V - P | PF - PS   | +/- |
| ------------------ | -- | ----- | --------- | --- |
| Macedonia del Nord | 10 | 4 - 2 | 495 - 443 | +52 |
| Lettonia           | 10 | 4 - 2 | 492 - 446 | +46 |
| Portogallo         | 9  | 3 - 3 | 395 - 460 | -65 |
| Estonia            | 7  | 1 - 5 | 434 - 467 | -33 |

- Tutti gli orari delle partite si riferiscono all'ora locale.

| Arbitri: | Virginijus Dovidavicius Serhij Čebyšev Tomasz Trawicki |

|             |          |                                   |
| Biedriņš 30 | Punti    | 25 V. Stefanov                    |
| Valters 4   | Assist   | 3 V. Stefanov, Ilievski, Gečevski |
| Biedriņš 22 | Rimbalzi | 11 Massey                         |

| Arbitri: | Miguel Perez Joseph Bissang Stephen Ellis |

|                     |          |                |
| Andrade 14          | Punti    | 28 Kullamäe    |
| quattro giocatori 2 | Assist   | 4 Sokk, Kangur |
| Marçal 8            | Rimbalzi | 8 Talts        |

| Arbitri: | Lars Klaar Janusz Calik Tomas Jasevičius |

|             |          |                         |
| Kullamäe 16 | Punti    | 25 Janičenoks, Biedriņš |
| Tein 6      | Assist   | 7 Valters               |
| Kangur 8    | Rimbalzi | 9 Biedriņš              |

| Arbitri: | Nikolaos Papadimitriou Milivoje Jovčić Vladimir Tsekov |

|                |          |               |
| V. Stefanov 23 | Punti    | 15 Évora      |
| Samardžiski 4  | Assist   | 5 José Costa  |
| Gečevski 8     | Rimbalzi | 5 João Santos |

| Riga 10 settembre 2008, ore 18:30 | Lettonia | 79 – 43 (19-10, 38-25, 52-34) | Portogallo | Arena Riga (5.000 spett.) |
| \| \| \| \| \| Biedriņš 21 \| Punti \| 15 Andrade \| \| Valters 5 \| Assist \| 6 Costa \| \| Biedriņš 12 \| Rimbalzi \| 8 Andrade \| |          |                               |            |                           |
| |          |                               |            |                           |
| Biedriņš 21 | Punti    | 15 Andrade                    |            |                           |
| Valters 5 | Assist   | 6 Costa                       |            |                           |
| Biedriņš 12 | Rimbalzi | 8 Andrade                     |            |                           |

| Tallinn 10 settembre 2008, ore 18:00                                                                                             | Estonia  | 78 – 90 (22-22, 37-46, 57-68) | Macedonia del Nord | Saku Arena (4.000 spett.) |
| \| \| \| \| \| Arbet 18 \| Punti \| 20 Massey \| \| Tein 5 \| Assist \| 4 V. Stefanov \| \| Kangur 8 \| Rimbalzi \| 10 Massey \| |          |                               |                    |                           |
| |          |                               |                    |                           |
| Arbet 18 | Punti    | 20 Massey                     |                    |                           |
| Tein 5 | Assist   | 4 V. Stefanov                 |                    |                           |
| Kangur 8 | Rimbalzi | 10 Massey                     |                    |                           |

| Arbitri: | Luigi Lamonica Miroslav Tomov Spyridon Gontas |

|                            |          |             |
| V. Stefanov 16             | Punti    | 23 Biedriņš |
| R. Stefanov, Samardžiski 2 | Assist   | 6 K Valters |
| Antić 7                    | Rimbalzi | 18 Biedriņš |

| Arbitri: | Carl Jungebrand Anton Makhlin Jurgis Laurinavicius |

|                     |          |                  |
| Dorbek, Kullamäe 12 | Punti    | 21 Cunha         |
| Kriisa 4            | Assist   | 3 Costa, Miranda |
| Talts 5             | Rimbalzi | 9 Miranda        |

| Arbitri: | Grzegorz Ziemblicki Serhij Čebyšev Rafael Ganiev |

|                     |          |                |
| Biedriņš 16         | Punti    | 21 Kangur      |
| Blūms, K. Valters 3 | Assist   | 3 Tein, Kangur |
| Biedriņš 8          | Rimbalzi | 14 Kangur      |

| Arbitri: | Paolo Taurino David Chambon Antonio Conde |

|            |          |             |
| Costa 19   | Punti    | 20 Massey   |
| Costa 5    | Assist   | 3 Blaževski |
| Andrade 11 | Rimbalzi | 6 Gečevski  |

| Arbitri: | Fabrizio Pizio Daniel Hierrezuelo Eddie Viator |

|           |          |                          |
| Costa 29  | Punti    | 21 Janičenoks            |
| Costa 7   | Assist   | 2 K. Valters, Janičenoks |
| Andrade 6 | Rimbalzi | 13 Biedriņš              |

| Arbitri: | Christos Mastraftsis Marin Mehandjiev Zoran Šutulović |

|             |          |           |
| Gečevski 18 | Punti    | 19 Kangur |
| Ilievski 6  | Assist   | 7 Tein    |
| Gečevski 6  | Rimbalzi | 7 Kangur  |

### Gruppo C
|  | Qualificata alla fase finale |
|  | All'Additional Round         |
|  | Alla Relegation Round        |

| Team    | Pt | V - P | PF - PS   | +/- |
| ------- | -- | ----- | --------- | --- |
| Turchia | 12 | 6 - 0 | 487 - 407 | +80 |
| Francia | 9  | 3 - 3 | 460 - 446 | +14 |
| Belgio  | 8  | 2 - 4 | 403 - 430 | -27 |
| Ucraina | 7  | 1 - 5 | 417 - 484 | -67 |

| Arbitri: | Moise Bitton Dimităr Gologanov Milan Mažić |

|                            |          |                      |
| Savaş, Gönlüm, Türkoğlu 15 | Punti    | 15 Buc'kyj, Ahafonov |
| Türkoğlu 5                 | Assist   | 3 Buc'kyj, Drozdov   |
| İlyasova 12                | Rimbalzi | 8 Liščuk             |

| Arbitri: | Marcello Reatto Oliver Krause Neil Wilkinson |

|                |          |               |
| de Colo 28     | Punti    | 17 Van Rossom |
| Parker, Brun 3 | Assist   | 6 Moors       |
| Marquis 6      | Rimbalzi | 6 Beghin      |

| Arbitri: | Carmelo Paternicò Roger Harrison Robert Lottermoser |

|           |          |             |
| Beghin 19 | Punti    | 21 İlyasova |
| Tabu 3    | Assist   | 5 Türkoğlu  |
| Beghin 10 | Rimbalzi | 13 Gönlüm   |

| Arbitri: | Romualdas Brazauskas Marcin Kowalski Sergey Mikhaylov |

|                        |          |                     |
| Liščuk 18              | Punti    | 30 Parker           |
| Zabirčenko, Ahafonov 4 | Assist   | 2 quattro giocatori |
| Drozdov 6              | Rimbalzi | 5 Brun, Turiaf      |

| Arbitri: | Shmuel Bachar Milija Vojinović Marius Ciulin |

|                    |          |                     |
| Tunçeri 16         | Punti    | 32 Parker           |
| Arslan, Türkoğlu 4 | Assist   | 1 quattro giocatori |
| İlyasova 8         | Rimbalzi | 9 Marquis           |

| Arbitro: | Jose Martin |

|                  |          |                      |
| Beghin 16        | Punti    | 27 Drozdov           |
| Van Rossom 5     | Assist   | 2 Ahafonov, Drozdov] |
| Lichodzijewski 9 | Rimbalzi | 10 Ahafonov          |

| Arbitri: | Ilija Belošević Gennadi Ponomarev Omer Esteron |

|           |          |                |
| Kryvyč 22 | Punti    | 17 Gönlüm      |
| Kryvyč 4  | Assist   | 3 Atsür, Savaş |
| Liščuk 8  | Rimbalzi | 7 İlyasova     |

| Arbitri: | Guerrino Cerebuch Óscar Perea Bert Van Slooten |

|                                     |          |           |
| Lauwers 18                          | Punti    | 18 Parker |
| Moors, Van der Jonckheyd 2          | Assist   | 2 de Colo |
| Van der Jonckheyd, Lichodzijewski 7 | Rimbalzi | 7 de Colo |

| Arbitri: | Luigi Lamonica Andrej Jeršan Seffi Shemmesh |

|                    |          |          |
| İlyasova 22        | Punti    | 14 Moors |
| Arslan, Türkoğlu 4 | Assist   | 5 Moors  |
| İlyasova 8         | Rimbalzi | 6 Moors  |

| Arbitri: | Dubravko Muhvić José Ramón García Ortiz Eric Bertrand |

|           |          |             |
| Parker 25 | Punti    | 22 Ahafonov |
| Kirksay 4 | Assist   | 5 Buc'kyj   |
| Turiaf 9  | Rimbalzi | 7 Onufrijev |

| Arbitri: | Carmelo Paternicò Matej Boltauzer Luís Lopes |

|           |          |                    |
| Parker 37 | Punti    | 16 Solak           |
| Parker 5  | Assist   | 3 Atsür, Tunçeri   |
| Parker 7  | Rimbalzi | 7 İlyasova, Gönlüm |

| Arbitri: | Milivoje Jovčić Gil Oved Marek Maliszewski |

|           |          |                     |
| Liščuk 21 | Punti    | 18 Beghin           |
| Kryvych 3 | Assist   | 2 quattro giocatori |
| Drozdov 8 | Rimbalzi | 11 Beghin           |

### Gruppo D
|  | Qualificata alla fase finale |
|  | All'Additional Round         |
|  | Alla Relegation Round        |

| Team                 | Pt | V - P | PF - PS   | +/- |
| -------------------- | -- | ----- | --------- | --- |
| Gran Bretagna        | 10 | 4 - 2 | 504 - 482 | +22 |
| Israele              | 9  | 3 - 3 | 515 - 491 | +24 |
| Bosnia ed Erzegovina | 9  | 3 - 3 | 465 - 470 | -5  |
| Rep. Ceca            | 8  | 2 - 4 | 432 - 473 | -41 |

| Arbitri: | Grzegorz Bachanski Boris Schmidt Peter Bodnar |

|          |          |              |
| Benda 15 | Punti    | 12 Teletović |
| Welsch 5 | Assist   | 3 Bajramović |
| Benda 10 | Rimbalzi | 6 Đedović    |

| Arbitri: | Petr Sudek Charalampos Karakatsounis Ismail Özgün |

|           |          |                |
| Tapiro 27 | Punti    | 30 Deng        |
| Tapiro 6  | Assist   | 6 Mensah-Bonsu |
| Green 6   | Rimbalzi | 9 Freeland     |

| Arbitri: | Vicente Bultó Joseph Bissang Sigmundur Herbertsson |

|                 |          |           |
| Reinking 22     | Punti    | 17 Welsch |
| Boyd 6          | Assist   | 4 Welsch  |
| Mensah-Bonsu 16 | Rimbalzi | 8 Welsch  |

| Arbitri: | Christos Christodoulou Marko Juras Radomir Vojinović |

|                       |          |          |
| Bajramović, Opačak 13 | Punti    | 13 Tamir |
| Gordić 3              | Assist   | 3 Tapiro |
| Jazvin 9              | Rimbalzi | 7 Green  |

| Arbitri: | Gianluca Mattioli Fabien Conderanne Anastasios Piloidis |

|                  |          |                           |
| Welsch, Benda 20 | Punti    | 22 Pnini                  |
| Welsch 8         | Assist   | 2 Casspi, Halperin, Pnini |
| Starosta 9       | Rimbalzi | 8 Casspi                  |

| Arbitri: | Juan Mitjana Carlos Mateus Tomasz Trawicki |

|                 |          |               |
| Deng 29         | Punti    | 15 Bajramović |
| Deng 5          | Assist   | 7 Bremer      |
| Mensah-Bonsu 11 | Rimbalzi | 8 Bajramović  |

| Arbitri: | Lazaros Voreadis Enrico Sabetta Tomislav Vovk |

|                     |          |           |
| Teletović 20        | Punti    | 20 Welsch |
| quattro giocatori 2 | Assist   | 2 Nečas   |
| Jazvin 7            | Rimbalzi | 7 Benda   |

| Arbitri: | Daniel Hierrezuelo Eddie Viator Oliver Krause |

|                  |          |            |
| Mensah-Bonsu 22  | Punti    | 24 Eliyahu |
| Deng, Reinking 5 | Assist   | 4 Tapiro   |
| Mensah-Bonsu 11  | Rimbalzi | 5 Pnini    |

| Arbitri: | Saša Pukl Roberto Chiari Peter Vigh |

|           |          |                 |
| Welsch 28 | Punti    | 21 Deng         |
| Welsch 6  | Assist   | 2 Boyd          |
| Welsch 6  | Rimbalzi | 12 Mensah-Bonsu |

| Arbitri: | Fabio Facchini Mehmet Keseratar Panagiotis Anastopoulos |

|             |          |           |
| Halperin 22 | Punti    | 17 Ikonić |
| Eliyahu 6   | Assist   | 6 Gordić  |
| Eliyahu 17  | Rimbalzi | 7 Opačak  |

| Arbitri: | Christos Christodoulou Emin Mogulkoc Antonis Demetriou |

|             |          |          |
| Halperin 25 | Punti    | 16 Benda |
| Halperin 7  | Assist   | 6 Welsch |
| Eliyahu 9   | Rimbalzi | 5 Benda  |

| Arbitri: | Ilija Belošević Siniša Herceg Georgios Tanatzis |

|                      |          |                   |
| Bremer 18            | Punti    | 14 Betts          |
| Bremer 6             | Assist   | 2 Sullivan        |
| Jazvin, Bajramović 5 | Rimbalzi | 8 Freeland, Betts |

## Additional Round

### Gruppo A
| Team                 | Pt | V - P | PF - PS   | +/- |
| -------------------- | -- | ----- | --------- | --- |
| Belgio               | 7  | 3 - 1 | 303 - 277 | +26 |
| Bosnia ed Erzegovina | 7  | 3 - 1 | 296 - 296 | 0   |
| Portogallo           | 4  | 0 - 4 | 233 - 259 | -26 |

Note: L'ora è quella locale
| Arbitri: | Daniel Hierrezuelo Chantal Julien Eric Bertrand |

|           |          |              |
| Coelho 17 | Punti    | 15 Đedović   |
| Miranda 4 | Assist   | 2 Bajramović |
| Gomes 7   | Rimbalzi | 6 Bajramović |

| Arbitri: | Milivoje Jovčić Christos Christodoulou Peter Bodnar |

|              |          |                     |
| Đedović 18   | Punti    | 33 Hervelle         |
| Gordić 3     | Assist   | 2 quattro giocatori |
| Bajramović 9 | Rimbalzi | 7 Hervelle          |

| Arbitri: | Nicolas Maestre Neil Wilkinson Lahdo Sharro |

|            |          |                             |
| Lauwers 16 | Punti    | 19 Santos                   |
| Lauwers 3  | Assist   | 3 Silva, Andrade            |
| Hervelle 8 | Rimbalzi | 6 Santos, da Silva, Andrade |

| Arbitri: | Ivo Dolinek Gili Cohen Boris Gabara |

|                                 |          |                 |
| Gordić 18                       | Punti    | 15 Costa, Évora |
| Bajramović, Bavčić, Jovanović 2 | Assist   | 3 Santos        |
| Bavčić 7                        | Rimbalzi | 6 Andrade       |

| Arbitri: | Carmelo Paternicò Carlos Mateus Keith Williams |

|              |          |                              |
| Jonckheyd 20 | Punti    | 17 Varda                     |
| Bosco 4      | Assist   | 2 Gordić, Đedović, Jovanović |
| Hervelle 10  | Rimbalzi | 4 Bajramović                 |

| Arbitri: | Miguel Pérez Pérez Enrico Sabetta Roger Harriso |

|            |          |             |
| Andrade 16 | Punti    | 15 Moors    |
| Costa 3    | Assist   | 3 Moors     |
| Andrade 7  | Rimbalzi | 11 Hervelle |

### Gruppo B
| Team      | Pt | V - P | PF - PS   | +/- |
| --------- | -- | ----- | --------- | --- |
| Francia   | 7  | 3 - 1 | 316 - 287 | +29 |
| Finlandia | 6  | 2 - 2 | 319 - 321 | -2  |
| Italia    | 5  | 1 - 3 | 304 - 331 | -27 |

Note: L'ora è quella locale
| Arbitri: | Zoran Šutulović Matej Boltauzer Robert Lottermoser |

|              |          |                   |
| Belinelli 26 | Punti    | 20 Piétrus, Batum |
| Mancinelli 4 | Assist   | 4 Jeanneau, Diaw  |
| Mancinelli 5 | Rimbalzi | 8 Batum           |

| Arbitri: | Fernando Rocha Grzegorz Bachanski Moritz Reiter |

|                   |          |                  |
| Diot 16           | Punti    | 21 Haanpää       |
| de Colo 5         | Assist   | 5 Rannikko       |
| Piétrus, Turiaf 6 | Rimbalzi | 5 Kotti, Kaponen |

| Arbitri: | Jakub Zamojski Apostolos Kalpakas Sergej Krug |

|                  |          |              |
| Möttölä 16       | Punti    | 23 Belinelli |
| Rannikko 6       | Assist   | 5 Vitali     |
| Möttölä, Kotti 4 | Rimbalzi | 8 Bargnani   |

| Arbitri: | Saša Pukl Vicente Bultó Robert Vyklicky |

|           |          |              |
| Parker 23 | Punti    | 19 Belinelli |
| Parker 5  | Assist   | 2 Belinelli  |
| Piétrus 9 | Rimbalzi | 5 Bargnani   |

| Arbitri: | Romualdas Brazauskas Oliver Krause Ingus Baumanis |

|             |          |            |
| Rannikko 21 | Punti    | 18 de Colo |
| Koponen 4   | Assist   | 4 Diaw     |
| Möttölä 9   | Rimbalzi | 9 Diaw     |

| Arbitri: | Lazaros Voreadis Zdravko Rutešić Alfred Jovović |

|              |          |            |
| Belinelli 26 | Punti    | 26 Koponen |
| Giachetti 3  | Assist   | 5 Rannikko |
| Amoroso 7    | Rimbalzi | 6 Nikkilä  |

### Additional qualifying round finale
| Arbitri: | Ilija Belošević Virginijus Dovidavicius Panagiotis Anastopoulos |

|              |          |                  |
| Hervelle 14  | Punti    | 26 Parker        |
| Van Rossom 3 | Assist   | 1 otto giocatori |
| Mbenga 7     | Rimbalzi | 12 Turiaf        |

| Arbitri: | Emilio Perez Andrej Lovšin Radomir Vojinović |

|           |          |            |
| Turiaf 19 | Punti    | 11 Beghin  |
| Diot 9    | Assist   | 3 Hervelle |
| Turiaf 9  | Rimbalzi | 4 De Bel   |

## Relegation Round

### Gruppo C
|  | Resta nella Division A      |
|  | Retrocessa nella Division B |

| Team      | Pt | V - P | PF - PS   | +/- |
| --------- | -- | ----- | --------- | --- |
| Ungheria  | 10 | 4 - 2 | 435 - 394 | +41 |
| Ucraina   | 10 | 4 - 2 | 436 - 437 | -1  |
| Rep. Ceca | 9  | 3 - 3 | 412 - 404 | +8  |
| Estonia   | 7  | 1 - 5 | 383 - 431 | -48 |

Note: L'ora è quella locale
| Arbitri: | Srđan Dožai Milan Mažić Aleksandar Milojeviḱ |

|                                 |          |                  |
| Németh 21                       | Punti    | 17 Pečerov       |
| Fodor, Lóránt, Németh, Trepák 2 | Assist   | 2 Gliebov, Popov |
| Lóránt 12                       | Rimbalzi | 7 Fesenko        |

| Arbitri: | Marek Ćmikiewicz Oļegs Latiševs Sergey Mikhaylov |

|                 |          |          |
| Arbet 17        | Punti    | 16 Benda |
| Kangur, Talts 3 | Assist   | 3 Slezák |
| Kangur, Talts 8 | Rimbalzi | 9 Veselý |

| Arbitri: | Guerrino Cerebuch Dragan Nešković Dariusz Lenczowski |

|                     |          |                 |
| Benda 13            | Punti    | 15 Németh       |
| Marek 3             | Assist   | 2 Fodor, Németh |
| Benda, Satoranský 9 | Rimbalzi | 9 Horvath       |

| Arbitri: | Luigi Lamonica Mehmet Keseratar Florin Grigoras |

|                 |          |          |
| Ahgafonov 17    | Punti    | 19 Arbet |
| Vilkhovetskyi 3 | Assist   | 4 Tein   |
| Gliebov 8       | Rimbalzi | 13 Talts |

| Arbitri: | Dubravko Muhvić Marko Juras Alexandru Olaru |

|           |          |               |
| Lóránt 18 | Punti    | 17 Tein       |
| Hanga 4   | Assist   | 4 Arbet, Sokk |
| Lóránt 7  | Rimbalzi | 9 Tein        |

| Arbitri: | Grzegorz Ziemblicki Régis Bardera Benjamin Barth |

|                 |          |                        |
| Benda 20        | Punti    | 22 Kol'čenko           |
| Satoranský 6    | Assist   | 2 Popov, Saltovec'     |
| Benda, Veselý 6 | Rimbalzi | 6 Ahafonov, Korniyenko |

| Arbitri: | Shmuel Bachar Engin Kennerman Anton Makhlin |

|            |          |           |
| Pečerov 28 | Punti    | 22 Németh |
| Hladyr 3   | Assist   | 5 Fodor   |
| Pečerov 17 | Rimbalzi | 8 Lóránt  |

| Arbitri: | Milija Vojinović Marin Mehandjiev Roman Kolar |

|                      |          |                 |
| Sokolovský, Benda 20 | Punti    | 10 Talts, Arbet |
| Satoranský 5         | Assist   | 2 Tein, Kangur  |
| Jelínek 5            | Rimbalzi | 6 Talts         |

| Arbitri: | Petar Obradović Aleksandar Glišić Doru Vinasi |

|                |          |              |
| Horváth 21     | Punti    | 14 Benda     |
| Fodor, Kaman 3 | Assist   | 4 Marek      |
| Lóránt 8       | Rimbalzi | 7 Satoranský |

| Arbitri: | Sergey Bulanov Fedor Dmitriev Arnis Ozols |

|                       |          |                     |
| Kangur 19             | Punti    | 29 Pečerov          |
| Arbet, Kangur, Sokk 3 | Assist   | 2 Ahafonov, Lukašov |
| Kangur 17             | Rimbalzi | 17 Pečerov          |

| Arbitri: | Oscar Lefwerth Marcin Kowalski Mindaugas Vecerskis |

|           |          |                          |
| Kangur 18 | Punti    | 18 Németh                |
| Sokk 4    | Assist   | 2 Fodor, Horvath, Németh |
| Talts 6   | Rimbalzi | 12 Lóránt                |

| Arbitri: | Rüştü Nuran Chrisostomos Schinas Omer Esteron |

|                                  |          |                        |
| Pečerov 21                       | Punti    | 17 Jelínek             |
| Lukašov, Vilkhovetskyi, Hladyr 3 | Assist   | 2 Ličartovský, Pumprla |
| Pečerov 10                       | Rimbalzi | 7 Sokolovský           |